# Binic-Étables-sur-Mer
Binic-Étables-sur-Mer [binik etabl syʁ mɛʁ] est, depuis le 1er mars 2016, une commune nouvelle française à la suite de la fusion des communes de Binic et Étables-sur-Mer, située dans le département des Côtes-d'Armor en région Bretagne.

Binic-Étables-sur-Mer appartient au pays historique du Goëlo.

## Géographie

### Localisation
La commune est située sur la côte du Sud Goëlo dans la baie de Saint-Brieuc, cinquième baie au monde pour l’amplitude de ses marées et le gisement de coquilles Saint-Jacques[réf. nécessaire].
Binic-Étables-sur-Mer fait partie de Saint-Brieuc Armor Agglomération.
| Plourhan | Saint-Quay-Portrieux  | La Manche |
|          | Binic-Étables-sur-Mer | La Manche |
| Lantic   | Pordic                | La Manche |

### Hydrographie
Pour un article plus général, voir Réseau hydrographique des Côtes-d'Armor.
La commune est située dans le bassin Loire-Bretagne. Elle est drainée par l'Ic,.
L'Ic, d'une longueur de 17 km, prend sa source dans la commune de Plouvara et se jette  dans la Manche sur la commune, après avoir traversé sept communes.  Les caractéristiques hydrologiques de l'Ic sont données par la station hydrologique située sur la commune. Le débit moyen mensuel est de 0,605 m3/s. Le débit moyen journalier maximum est de 9,19 m3/s, atteint lors de la crue du 3 octobre 2020. Le débit instantané maximal est quant à lui de 17 m3/s, atteint le même jour.

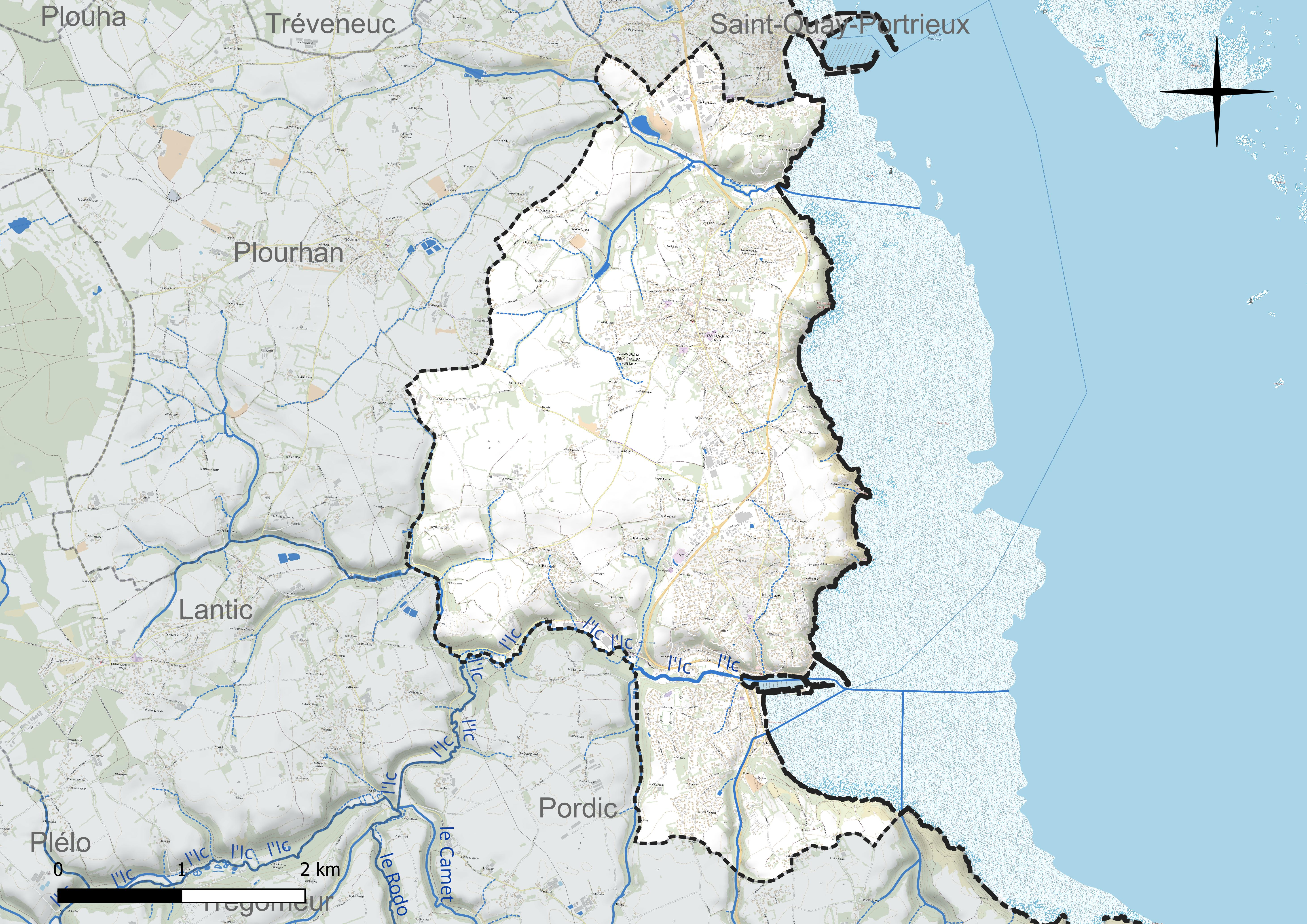
Réseau hydrographique de Binic-Étables-sur-Mer.

### Climat
Pour des articles plus généraux, voir Climat de la Bretagne et Climat des Côtes-d'Armor.
En 2010, le climat de la commune est de type climat océanique franc, selon une étude du CNRS s'appuyant sur une série de données couvrant la période 1971-2000. En 2020, Météo-France publie une typologie des climats de la France métropolitaine dans laquelle la commune est exposée à un climat océanique et est dans la région climatique  Finistère nord, caractérisée par une pluviométrie élevée, des températures douces en hiver (6 °C), fraîches en été et des vents forts. Parallèlement l'observatoire de l'environnement en Bretagne publie en 2020 un zonage climatique de la région Bretagne, s'appuyant sur des données de Météo-France de 2009. La commune est, selon ce zonage, dans la zone « Littoral », exposée à un climat venté, avec des étés frais mais doux en hiver et des pluies moyennes.  
Pour la période 1971-2000, la température annuelle moyenne est de 11,2 °C, avec  une amplitude thermique annuelle de 10,8 °C. Le cumul annuel moyen de précipitations est de 721 mm, avec 12,2 jours de précipitations en janvier et 6,5 jours en juillet. Pour la période 1991-2020, la température moyenne annuelle observée sur la station météorologique la plus proche, située sur la commune de Trémuson à 11 km à vol d'oiseau, est de 11,4 °C et le cumul annuel moyen de précipitations est de 757,3 mm,. Pour l'avenir, les paramètres climatiques de la commune estimés pour 2050 selon différents scénarios d’émission de gaz à effet de serre sont consultables sur un site dédié publié par Météo-France en novembre 2022.

### Voies de communication et transports

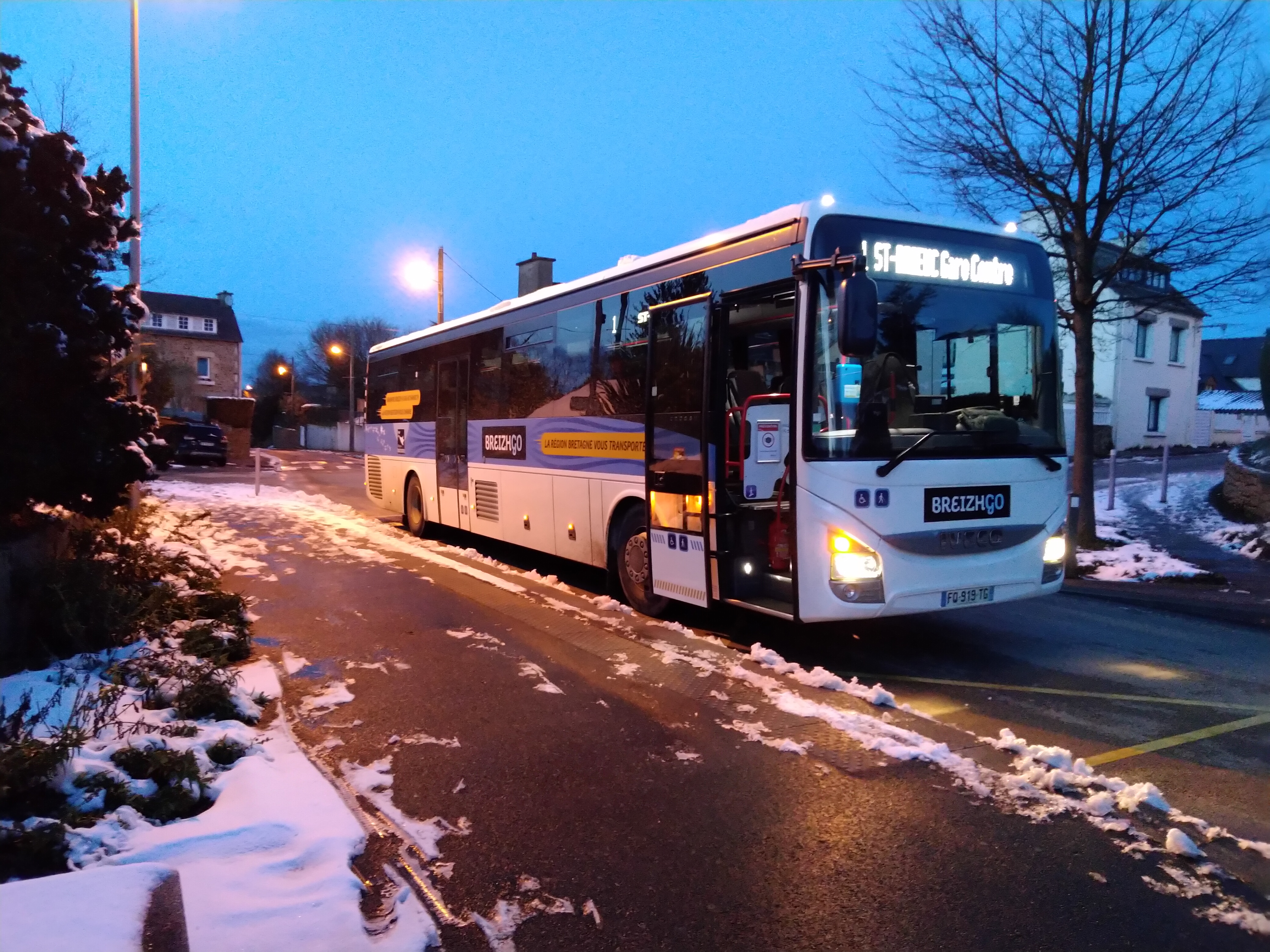
Un car BreizhGo à Étables-sur-Mer.

La commune est desservie par le réseau de car BreizhGo via la ligne 1 entre Saint-Brieuc et Paimpol.
TGV de Paris vers Saint-Brieuc : depuis juillet 2017, environ 2 h 20 de trajet.

## Urbanisme

### Typologie
Au 1er janvier 2024, Binic-Étables-sur-Mer est catégorisée petite ville, selon la nouvelle grille communale de densité à 7 niveaux définie par l'Insee en 2022.
Elle appartient à l'unité urbaine de Binic-Étables-sur-Mer, une agglomération intra-départementale dont elle est ville-centre,. Par ailleurs la commune fait partie de l'aire d'attraction de Saint-Brieuc, dont elle est une commune de la couronne,. Cette aire, qui regroupe 51 communes, est catégorisée dans les aires de 200 000 à moins de 700 000 habitants,.
La commune, bordée par la Manche, est également une commune littorale au sens de la loi du 3 janvier 1986, dite loi littoral. Des dispositions spécifiques d’urbanisme s’y appliquent dès lors afin de préserver les espaces naturels, les sites, les paysages et l’équilibre écologique du littoral, tel le principe d'inconstructibilité, en dehors des espaces urbanisés, sur la bande littorale des 100 mètres, ou plus si le plan local d’urbanisme le prévoit.

## Toponymie
Le nom de la commune, tel qu'il figure dans le Code officiel géographique est « Binic-Étables-sur-Mer ».

## Histoire
Les informations relatives à l'histoire de cette commune sont la synthèse des informations données dans les articles des deux communes déléguées.
La commune est née 1er mars 2016 avec le statut administratif de commune nouvelle. Elle regroupe les communes d'Étables-sur-Mer et de Binic qui deviennent des communes déléguées. Son chef-lieu se situe 1, place Jean Heurtel de l’ancienne commune tagarine. Cette fusion votée par les représentants élus des habitants des deux communes a toutefois entraîné une opposition locale.

## Politique et administration
| Nom                     | Code Insee | Intercommunalité | Superficie (km2) | Population (dernière pop. légale) | Densité (hab./km2) |
| ----------------------- | ---------- | ---------------- | ---------------- | --------------------------------- | ------------------ |
| Étables-sur-Mer (siège) | 22055      | CC du Sud-Goëlo  | 9,38             | 3 032 (2014)                      | 323                |
| Binic                   | 22007      | CC du Sud-Goëlo  | 5,96             | 3 800 (2014)                      | 638                |

### Liste des maires
| Période        | Période        | Identité        | Étiquette | Qualité                    |
| -------------- | -------------- | --------------- | --------- | -------------------------- |
| 1er mars 2016  | 4 juillet 2020 | Christian Urvoy | PS        | Retraité de l'enseignement |
| 4 juillet 2020 | En cours       | Paul Chauvin,   | DVG       | Chef d'entreprise retraité |

|                 | Identité          | Étiquette | Qualité   |
| --------------- | ----------------- | --------- | --------- |
| Binic           | Nathalie Mobuchon |           | Juriste   |
| Étables-sur-Mer | Gilbert Bertrand  |           | Ingénieur |

### Récapitulatifs de résultats électoraux récents
| Scrutin              | 1er tour | 1er tour | 1er tour | 1er tour | 1er tour | 1er tour | 1er tour | 1er tour | 1er tour | 2e tour     | 2e tour     | 2e tour     | 2e tour     | 2e tour     | 2e tour     | 2e tour     | 2e tour     | 2e tour     |
| Scrutin              | 1er      | 1er      | %        | 2e       | 2e       | %        | 3e       | 3e       | %        | 1er         | 1er         | %           | 2e          | 2e          | %           | 3e          | 3e          | %           |
| -------------------- | -------- | -------- | -------- | -------- | -------- | -------- | -------- | -------- | -------- | ----------- | ----------- | ----------- | ----------- | ----------- | ----------- | ----------- | ----------- | ----------- |
| Européennes 2019     |          | LREM     | 31,06    |          | EELV     | 16,07    |          | RN       | 14,47    | Tour unique | Tour unique | Tour unique | Tour unique | Tour unique | Tour unique | Tour unique | Tour unique | Tour unique |
| Municipales 2020     |          | DVG      | 39,11    |          | PS       | 34,52    |          | DVC      | 26,35    |             | DVG         | 44,70       |             | PS          | 35,57       |             | DVC         | 17,72       |
| Départementales 2021 |          | PS       | 42,76    |          | LR       | 42,34    |          | RN       | 14,91    |             | LR          | 52,26       |             | PS          | 47,74       | Pas de 3e   | Pas de 3e   | Pas de 3e   |
| Régionales 2021      |          | DVC      | 24,18    |          | PS       | 16,39    |          | EELV     | 16,35    |             | PS          | 25,77       |             | DVC         | 22,99       |             | EELV        | 21,49       |
| Présidentielle 2022  |          | LREM     | 36,08    |          | LFI      | 19,76    |          | RN       | 16,40    |             | LREM        | 71,30       |             | RN          | 28,70       | Pas de 3e   | Pas de 3e   | Pas de 3e   |

## Lieux et monuments
- Calvaire de la rue Louais, classé monument historique en 1918.

### Les villas Legris
Entre 1890 et 1900, Oscar Legris, un industriel versaillais, fait construire à proximité de la plage des Godelins dix-huit villas qui portent toutes des noms de femme : Amélie, Béatrix, Charlotte, Denise (aujourd'hui Saint-Denis), Elisabeth, Flore, Germaine, Henri, Henriette, Isabelle, Jeanne, (Ker Odon), Lucie, Madeleine (la Korrigane), Noémi, Olga, Praxède, Radegonde et Solange.
Les villas du grand Caruhel et Ker Uhella, ainsi que celle de M. Guilbert et l'ancien hôtel des Gôdeliens sont décorées par Isidore Odorico.

### Les plages
- La plage de la Banche ;
- La plage de l'Avant-Port ;

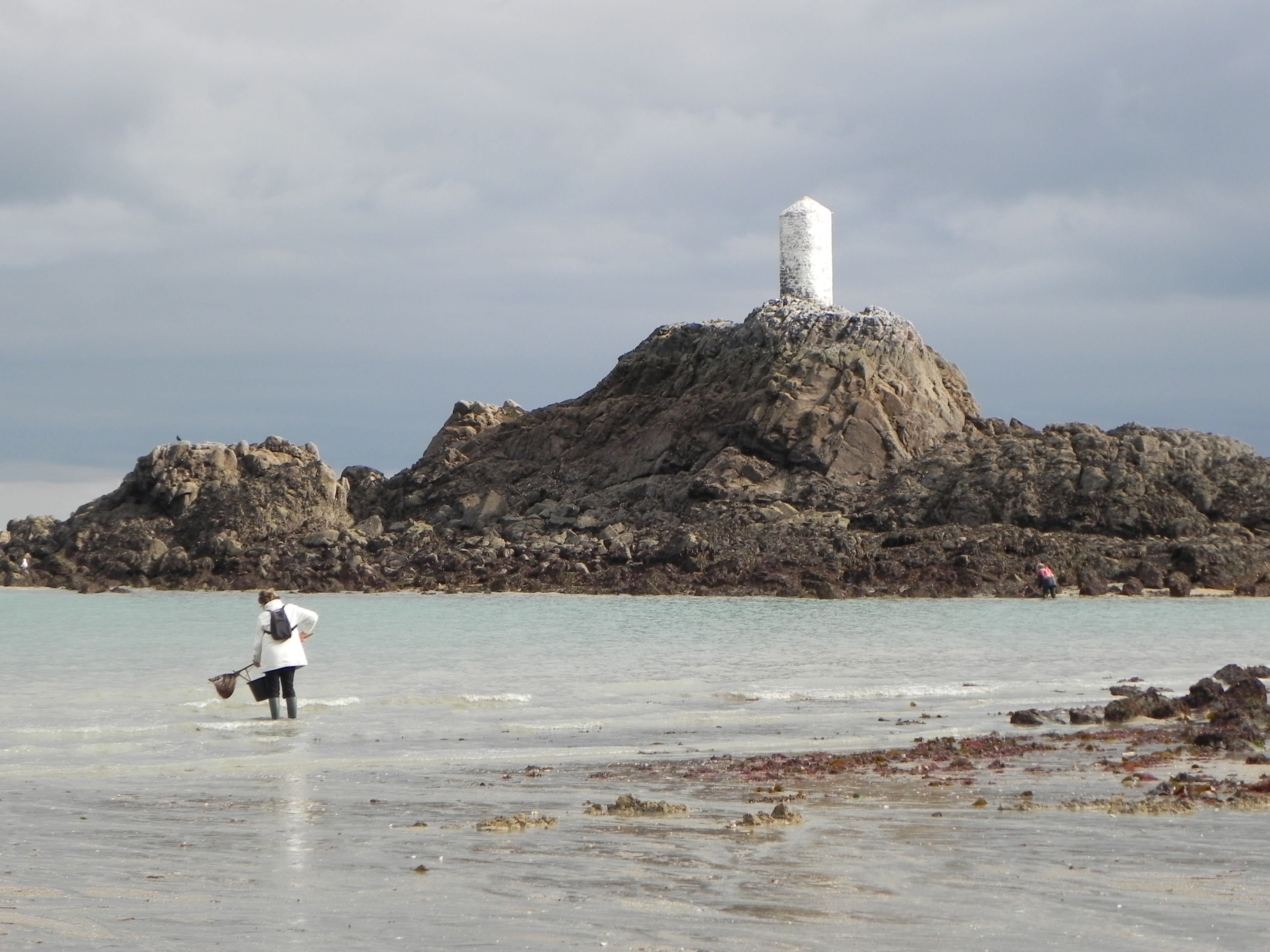
Plage du Moulin.

- La plage des Godelins : Oscar Legris monte les premières cabines de bain sur la plage des Godelins à partir de 1878. Il finance ensuite l'aménagement d'un quai[29],[28] ;
- La plage du Moulin ;
- La plage du Corps de Garde.

Toutes les informations sur le site de l'Office de Tourisme : www.besurmer-tourisme.com.